# Animalization
Animalization è il quarto album in studio della discografica statunitense del gruppo rock inglese The Animals, pubblicato nel 1966.

## Tracce
Side 1
1. Don't Bring Me Down (Gerry Goffin, Carole King) – 3:13
2. One Monkey Don't Stop No Show (Joe Tex) – 3:20
3. You're On My Mind (Eric Burdon, Dave Rowberry) – 2:54
4. Cheating (Burdon, Chandler) – 2:23
5. She'll Return It (Barry Jenkins, Rowberry, Burdon, Chas Chandler, Hilton Valentine) – 2:47
6. Inside Looking Out (John Avery Lomax, Alan Lomax, Burdon, Chandler) – 3:47

Side 2
1. See See Rider (Ma Rainey) - 3:58
2. Gin House Blues (Henry Troy, Fletcher Henderson) - 4:37
3. Maudie (John Lee Hooker) - 4:03
4. What Am I Living For (Fred Jay, Art Harris) - 3:12
5. Sweet Little Sixteen (Chuck Berry) - 3:07
6. I Put a Spell on You (Screamin' Jay Hawkins) - 2:55

## Formazione
- Eric Burdon – voce
- Dave Rowberry – tastiere
- Hilton Valentine – chitarra
- Chas Chandler – basso
- John Steel – batteria
- Barry Jenkins - batteria